# The Bitmap Brothers
The Bitmap Brothers Limited — английская компания, разработчик компьютерных игр, была основана в 1987 году. Распространяя свои собственные игры (под именем Renegade Software), Bitmap Brothers также сотрудничали с Image Works и Konami. Компания основана в 1987 году Майком Монтгомери (Mike Montgomery), Эриком Мэттьюс (Eric Matthews), Стивом Келли (Steve Kelly).
После ряда коммерчески неуспешных релизов игр, вышедших в начале 2000-х, студия прекратила своё существование в 2006 году.
В ноябре 2019 года британская компания Rebellion объявила о приобретении прав на имя и портфолио The Bitmap Brothers.

## Список изданных игр
В хронологическом порядке:
- Xenon (1988)
- Speedball (1988)
- Xenon II: Megablast (1989)
- Cadaver (1990)
- Speedball 2: Brutal Deluxe (1990)
- Cadaver: The Payoff (1991)
- Gods (1991)
- Bike / Triple X / Havoc (cancelled)
- Magic Pockets (1991)
- The Chaos Engine (1993)
- The Chaos Engine 2 (1996)
- Z (1996)
- Speedball 2100 (2000)
- Z: Steel Soldiers (2001)
- Speedball Arena (cancelled)
- Warbots (unreleased)
- World War II: Frontline Command (2003)
- Brutal Deluxe / ブルータル デラックス (unreleased)